# Anomala hamigera
Anomala hamigera är en skalbaggsart som beskrevs av Ohaus 1915. Anomala hamigera ingår i släktet Anomala och familjen Rutelidae. Inga underarter finns listade i Catalogue of Life.